# Щеглівка (Калінінградська область)
Щеглівка (рос. Щегловка) — селище Славського району, Калінінградської області Росії. Входить до складу Тимірязевського сільського поселення.
Населення — 218 осіб (2015 рік).

## Населення
| 2002 | 2010 |
| ---- | ---- |
| 210  | ↗218 |